# Pseudoeoscyllina brevipennis
Pseudoeoscyllina brevipennis is een rechtvleugelig insect uit de familie veldsprinkhanen (Acrididae). De wetenschappelijke naam van deze soort is voor het eerst geldig gepubliceerd in 2008 door Sun & Zheng.